# Tetranycopsis kuzminae
Tetranycopsis kuzminae är en spindeldjursart som beskrevs av Strunkova 1969. Tetranycopsis kuzminae ingår i släktet Tetranycopsis och familjen Tetranychidae. Inga underarter finns listade i Catalogue of Life.